# Emma Packe

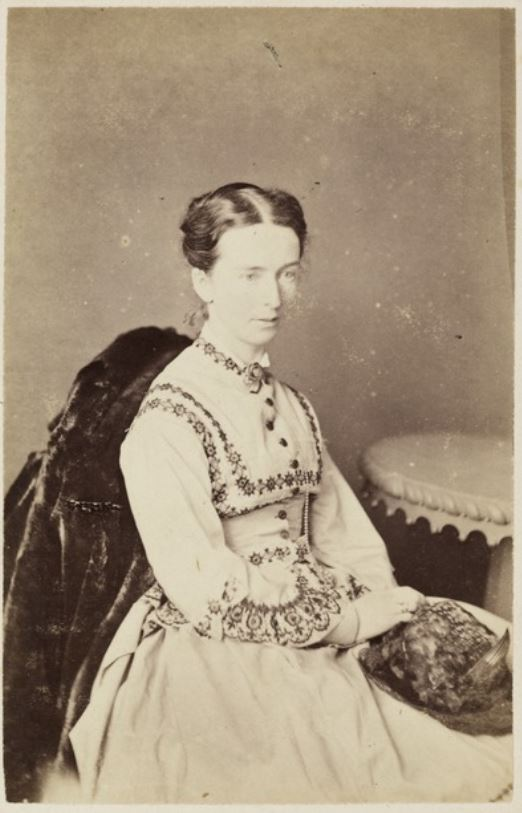
Emma Packe (1875)

Emma Eliza de Winton Packe, geb. de Winton (* 20. April 1840 in Brecon, Wales; † 11. Juli 1914 in Auckland, Neuseeland) war Mitbegründerin der Women’s Christian Temperance Union of New Zealand (WCTU NZ) und von 1887 bis 1889 deren Präsidentin.

## Frühes Leben
Emma Eliza de Winton wurde am 20. April 1840 als älteste Tochter der Eheleute Emma Eliza und John Jeffreys de Winton in Brecon, Wales geboren. Am 28. Juli 1861 heiratete sie George Packe (1836–1882). Über ihre Ausbildung und frühes Leben ist nichts bekannt.

## Neuseeland
Emma Packe und ihr Mann starteten ihre Reise nach Neuseeland von London aus auf der Matoaka und erreichten den Hafen Lyttelton am 10. Februar 1862. Emma Packes Mann, war Sohn des Lieutenant-Colonel Packe von Twyford Hall, Norfolk, und war 46 Jahre alt. Er starb am 16. Oktober 1882 im Sumner.

## Women's Christian Temperance Union
Als Mary Greenleaf Clement Leavitt auf ihrer Reise durch Neuseeland ihre Vorträge über die Women's Christian Temperance Union im Mai 1885 in Christchurch hielt, war Emma Packe zugegen und ließ sich auf der Gründungsveranstaltung des Christchurch-Zweigs der WCTU NZ am 15. Mai des Jahres von 44 anwesenden Frauen zur Präsidentin wählen.
1887 übernahm Emma Packe die Präsidentschaft der WCTU NZ und am 2. Juli 1888 reichte sie zusammen mit J. A. Kelly von Dunedin zwei Petitionen an das House of Representatives ein, in denen mit 780 Unterschriften versehen das Frauenwahlrecht in Neuseeland gefordert wurde. Es sollte nicht die letzte Petition gewesen sein.
1889 gab sie bei der Neuwahl der Präsidentschaft ihre Führungsrolle der WCTU NZ an ihre Nachfolgerin Catherine Fulton ab. Auf dem nationalen Kongress der WCTU NZ in Auckland, der am 22. März 1892 stattfand, setzte sich Emma Packe dann für eine Änderung der Satzung ein, wonach „kein Mitglied der WCTU NZ wählbar sein sollte, das die biblische Lehre vom Sühneopfer durch Jesus Christus nicht akzeptieren wolle oder kann“. Ihr Satzungsänderungsversuch löste eine heftige Debatte aus und wurde abgelehnt, da die Mehrheit der Versammlung es für unklug hielt, theologische Lehren in die Satzung der WCTU NZ aufzunehmen. Sie verließ kurze Zeit später die WCTU NZ und immigrierte nach England.
Sie starb dort am 11. Juli 1914 in der Grafschaft Middlesex.